# Apuanite
L'apuanite è un minerale.